# DB-Baureihe 65
Die Dampflokomotiven der Baureihe 65 waren Personenzugtenderlokomotiven der Deutschen Bundesbahn (DB). Die Lokomotiven wurden als Teil des Neubauprogramms der DB entwickelt und waren für den gemischten Dienst auf Haupt- und Nebenbahnen und den Vorort- und Stadtbahnverkehr in Ballungsgebieten vorgesehen. Dort sollten sie die Baureihen 78 und 93.5 ersetzen.

## Geschichte
Die Firma Krauss-Maffei lieferte 1951 zunächst 13 Maschinen und von 1955 bis 1956 noch fünf weitere. Die erste Maschine, die Betriebsnummer 65 007, wurde bereits 1966 wieder ausgemustert.
Die Lokomotiven wurden den Bahnbetriebswerken (Bw) Darmstadt (7), Düsseldorf (3), Remscheid-Lennep (2) und Letmathe (1) zugewiesen. Zwischen Düsseldorf und Essen fuhren sie beim Bw Essen (5) sogar im S-Bahn Vorlaufbetrieb. Zwischen Limburg/Lahn und Wiesbaden und rund um Darmstadt wurden mit den Lokomotiven dieser Baureihe auch Güterzüge befördert. Später wurden sie auch in Dillenburg, zuletzt in Aschaffenburg und Limburg stationiert.
Die Loks der Baureihe 65 erwiesen sich nach anfänglichen Problemen als äußerst zuverlässige Maschinen, sie waren allerdings nicht universell einsetzbar, denn sie verfügten nur über eine geringe Reichweite und konnten deshalb nur im Nahgüterverkehr eingesetzt werden.
Während die Kesselleistung überzeugte, waren die Laufeigenschaften zunächst nicht befriedigend, im Aw Jülich wurden die Laufwerke der ersten Serie auf Kosten des Herstellers nachgebessert.
1952 wurden die Lokomotiven wegen Ausbeulungen an den Domaushalsungen abgestellt und erst nach Einnieten eines Verstärkungsringes am Dampfdom 1953 wieder in Betrieb genommen.
Die 65 018 wurde als Letzte ihrer Baureihe 1972 beim Bw Aschaffenburg abgestellt. Sie wird bei der Stoom Stichting Nederland in den Niederlanden betriebsfähig erhalten, nachdem sie 1981 vom Deutschen Dampflokomotiv-Museum (DDM) abgegeben wurde.

## Konstruktive Merkmale
Alle Fahrzeuge erhielten einen geschweißten Hochleistungskessel. Die Betriebsnummern 65 001 – 65 013 stattete man mit einem Oberflächenvorwärmer aus. Die Nummern 65 014 – 65 018 erhielten einen Mischvorwärmer. Für den Wendezugbetrieb wurden 1955–1956 die Betriebsnummern 65 012 bis 65 018 ausgestattet. Die letzten fünf der Bauserie befuhren die Strecke Düsseldorf–Kettwig–Essen. Damit der Heizer eine bessere Streckensicht hatte, wurden die Wendezuglokomotiven immer mit dem Kessel zum Zug gekuppelt.
So gab es diese zweizylindrigen Heißdampfmaschinen bei der Bundesbahn in drei verschiedenen Varianten.
Bei den nachgelieferten Maschinen waren die Vorratsbehälter wegen Rissbildungen nicht mehr mit dem Führerhaus verschweißt. Der Lüftungsaufsatz auf dem Führerhaus wurde in das Dach integriert. Die Führerstandstüren waren nicht mehr gerade, sondern wie das übrige Führerhaus im oberen Bereich eingezogen.

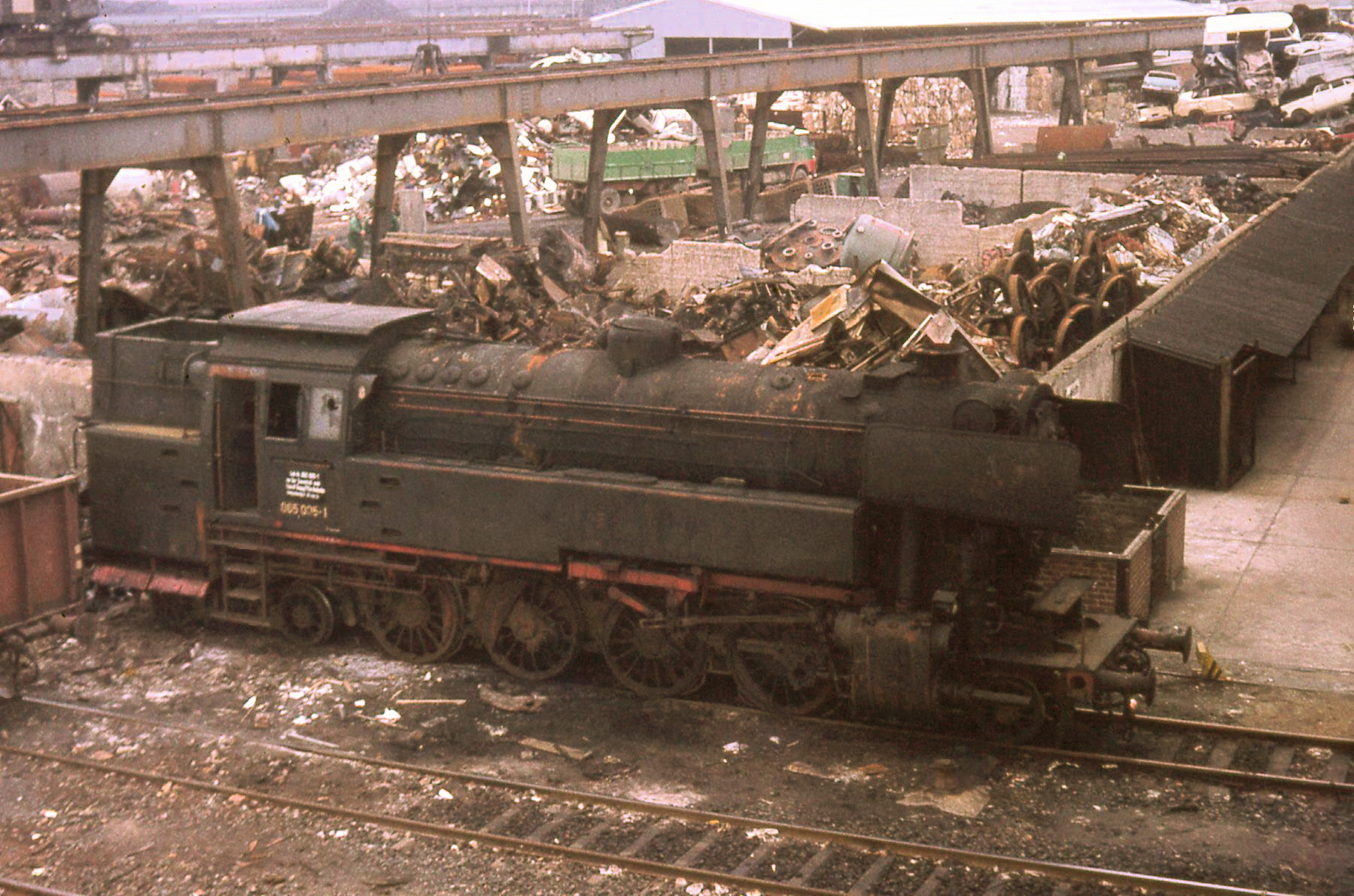
65 005-1, Frankfurt am Main, Ostern 1970

Die 65 018 erhielt ein spezielles Leichtlauftriebwerk, später erhielten alle Maschinen leichtere Kolbenstangen und Kreuzköpfe.